# ボービンゲン
ボービンゲン (ドイツ語: Bobingen, ドイツ語発音: [ˈboːbɪŋən]) は、ドイツ連邦共和国バイエルン州シュヴァーベン行政管区のアウクスブルク郡に属す市である。

## 地理

### 位置
ボービンゲンは、アウクスブルクの南約 12 km の、ヴェルタハ川およびジンゴルト川に面した街で、アウクスブルク＝ヴェストリヘ・ヴェルダー自然公園に境を接している。

### 市の構成
本市は6つのゲマインデタイル（地理上の地区）からなる。
| 紋章 | ゲマインデタイル                               | 人口（人） |
| ---- | ---------------------------------------------- | ---------- |
|      | ボービンゲン（ジートルングを含む）             | 15,537     |
|      | シュトラスベルク                               | 1,156      |
|      | ラインハルツハウゼン（ブルクヴァルデンを含む） | 640        |
|      | ヴァルトベルク                                 | 461        |
|      | クロイツアンガー                               | 162        |
| 合計 | 合計                                           | 17,956     |

## 歴史

### 19世紀まで
地名は、アラマン人の入植者 Pobo（506年頃）に由来する。993年頃にはボービンゲンは Pobinga（直訳: 「Pobo」の人々による） と呼ばれていた。ボービンゲンの文献記録は、933年頃に Vita S. Udalrici 中で言及されているのが初出である。現在シュヴァーベン行政管区に属すボービンゲンは、アウクスブルク司教領の保護領であった。1803年の帝国代表者会議主要決議によってこの町はバイエルン選帝侯領となった。1847年にルートヴィヒ南北線（リンダウ - ホーフ間）で結ばれた。1899年に人造絹糸の会社が創設された（生産開始は1902年）。

### 20世紀
1938/39年にボービンゲンの市域の南西にファザン爆薬工場が建設された。この工場は第二次世界大戦の時代にはドイツ国防軍のために爆薬トリメチレントリニトロアミンの大部分を製造していた。
かつての水城とその後継建築の遺跡であるボービンゲン城は、1967年頃に消防署の新庁舎（現在の旧市庁舎）と赤十字センター建設のために取り壊された。ボービンゲンは1953年に市場町に昇格し、1969年に都市権が授けられた。1972年、州の地域再編に伴ってシュトラスベルクとライハルツハウゼン（ブルクヴァルデンを含む）がこの街に合併した。
ボービンゲンはその後アウクスブルク郡に属した。1975年にヴァルトベルクとクロイツアンガーが合併した。1993年にはボービンゲン市立ホール「ジンゴルトハレ」が完成した。1994年にボービンゲンは、市政25周年に合わせて創設1000年祭を祝った。

### ボービンゲンの若者伝説

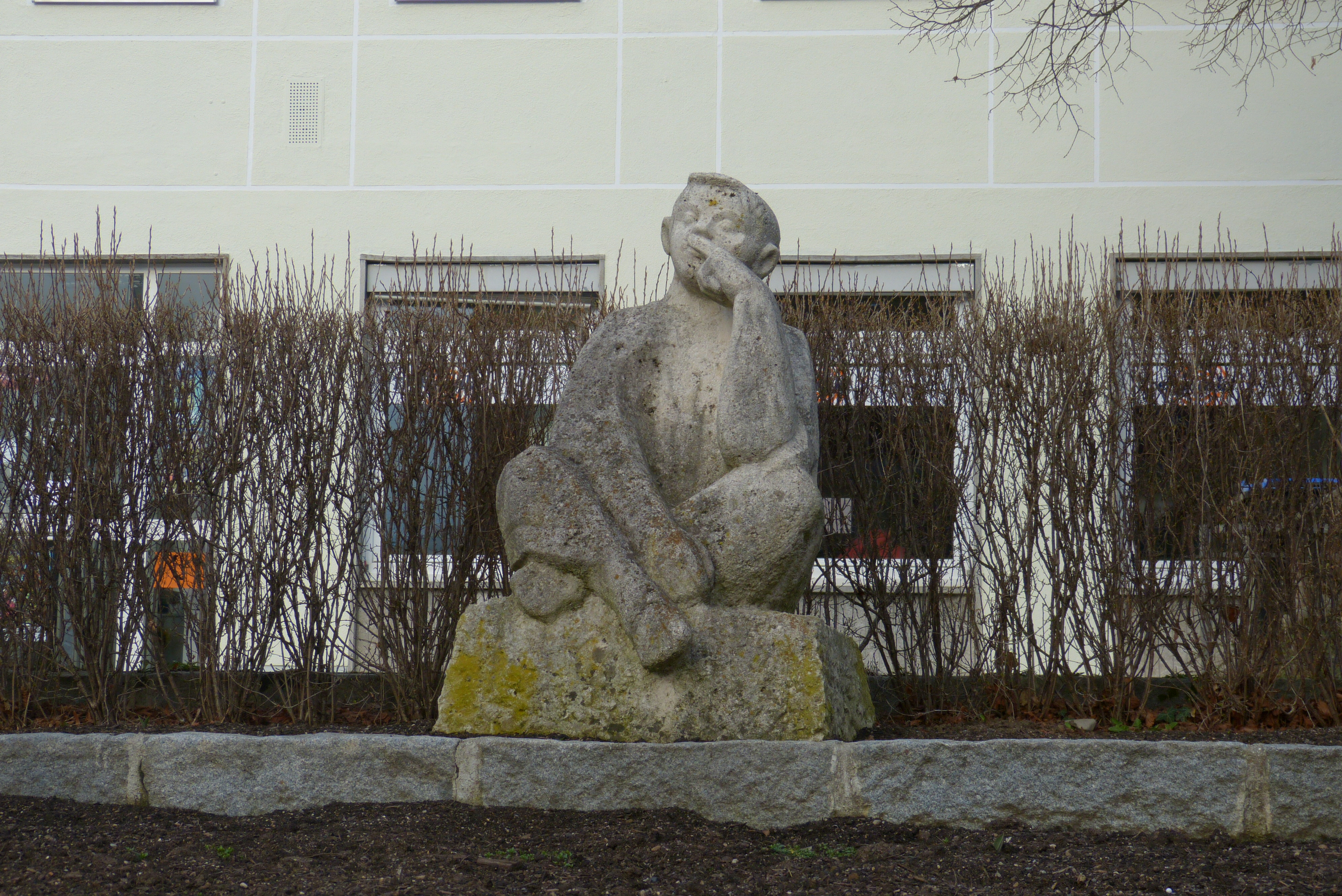
ボービンゲンの若者像

「ボービンゲンの若者」の物語にはいくつかのバージョンが存在する。第2の後世のバージョンは、主人公の人物の逮捕と処刑で終わる。しかしこのストーリーは歴史的に正しいとは言えない。ボービンゲンには絞首台がなく、処刑は行われていなかったからである。司教領の重罪裁判所はシュヴァープミュンヘンにあった。
以下がアレクサンダー・シェップナーの「バイエルンの伝説」に基づく最も初期のバージョンである。
アウクスブルクから南に3時間ほど、いわゆるホーホ街道沿いに大きくて美しい村ボービンゲンがある。ただし „Wo geht’s Bobingen zu?“（直訳: ボービンゲンへはどう行くのか？）と問うことは好ましくない。そのために頭から血を流すことになった者さえいる。比較的良い人物に尋ねたととしても、少なくとも罵倒、嘲笑、神を冒涜する言葉を浴びせられることになる。これからその理由を述べよう。昔々ボービンゲンの少年が裁判所に連れて行かれた。被告は、どんな裁判でも「勝ち抜く」ことができると評判のアウクスブルクの弁護士を頼った。弁護士は被告人に対して、どんな質問をされても愚かなふりをして手で鼻の下を左右に拭う仕草をしながら „Bobingen zu“ と答えるようアドバイスした。彼はアドバイス通りに振るまい、裁判所は何の証言も引き出せず彼を解放した。しばらくして彼は仕事で街に行き、弁護士と会った。嬉しい報告を聞いて弁護士はこう言った「さて、今度はアドバイスに対する報酬をあなたが支払う番だ。2カロリンの報酬を請求する。」少年は驚いて、„Bobingen zu“ の言葉を浴びせて通りの角を曲がって逃げ、その後ずっと支払いをしていないのだ。

### 市町村合併
1818年の自治体形成時には存在していなかった新しい集落ケーニヒスブルンが1841年にボービンゲンから分離されて、新しい自治体となった。
バイエルン州の地域再編に伴って1972年7月1日にラインハルツハウゼンとシュトラスベルクがこの街に合併した。1975年7月1日にヴァルトベルクと、廃止されたクロイツアンガー町の一部がこれに加わった。最後に、1978年5月1日に隣町のヴェーリンゲンから当時25人が住んでいた地区が分割され、この街に併合された。

## 住民

### 人口推移
この街の人口は、1987年5月から2019年末までの間に、13,553人から17,535人にまで増加した。増加は3,982人、約 29.4 % にあたる。

## 行政

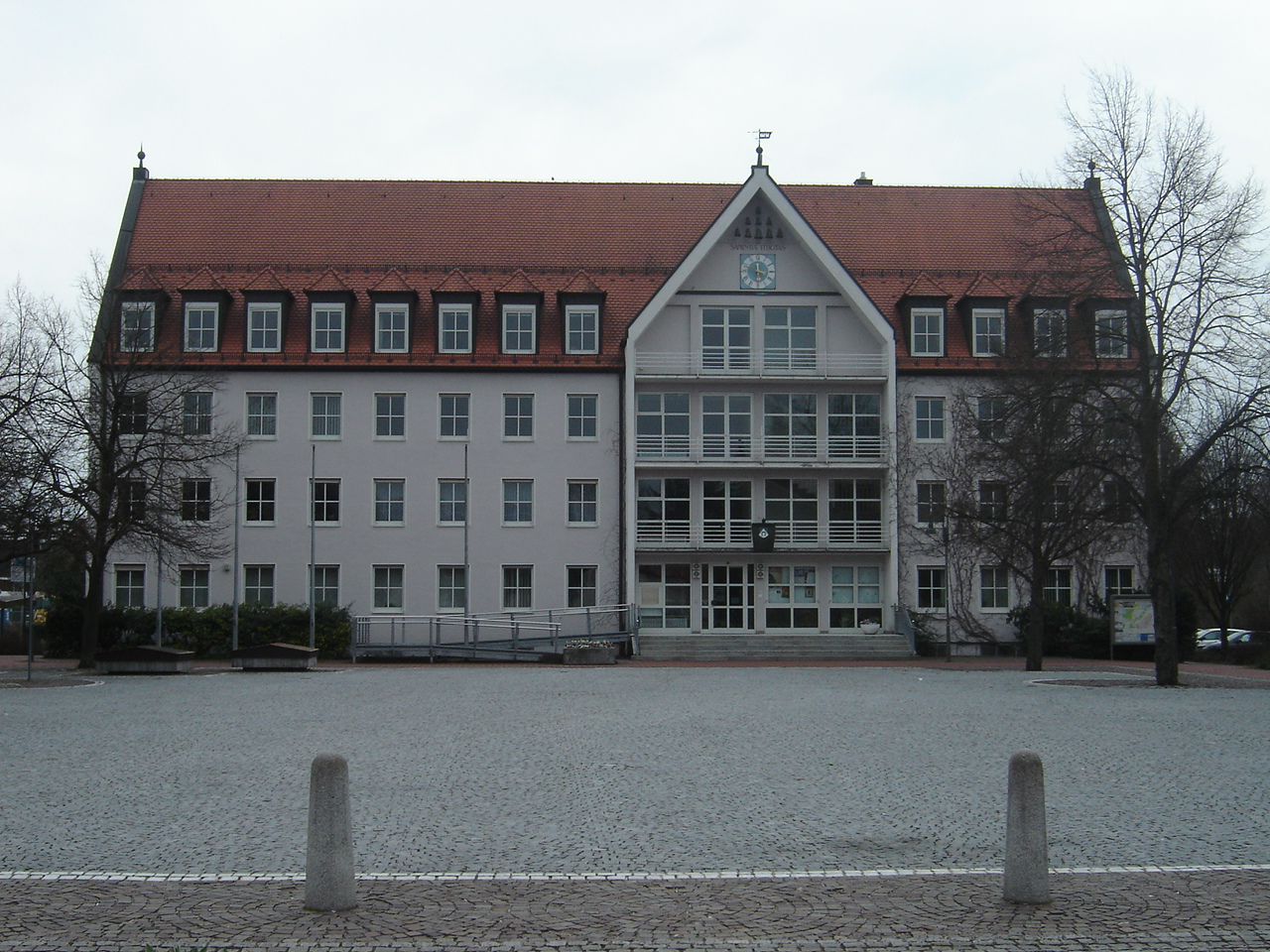
ボービンゲン市庁舎

### 議会
ボービンゲン市議会は24議席からなる。

### 首長
ボービンゲンの市長は、2020年5月1日からクラウス・フェルスター (CSU) が務めている。彼は2020年3月29日の市長選挙決選投票で、長年市長を務めたベルント・ミュラーを相手に 56.1 % の支持票を獲得して市長に選出された。
過去の首長:
- 1948年 - 1955年　ゲオルク・ハルトマン (SPD)
- 1955年 - 1972年　アロイス・ヘーリング (Freie Wähler)
- 1972年 - 1996年　ハルトムート・ゲルトナー (SPD)
- 1996年 - 2020年　ベルント・ミュラー (SPD)

### 紋章
図柄: 青地に銀の三角図形。その中に黒い蹄鉄。
紋章の由来: 市の紋章に描かれた蹄鉄の意味は、完全には解明されていない。一説には、蹄鉄はかつてこの地域で集中的に営まれていた馬の飼育を連想させるものだとする。別の説では、これはいわゆる「フンガルンアイゼン」（直訳: ハンガリーの鉄）であり、955年にハンガリーとの間で行われたレヒフェルトの戦いを意味しているともされる。1815年頃からの盾の中に蹄鉄が描かれた印章は、当時のアウクスブルク司教領主クレメンス・ヴェンツェスラウス（1739年 - 1812年）の要請で造られた、いわゆるホーホ街道沿いの集落が境界石や境界柱あるいは牧草地の柱に採用した目印に由来する。1837年にバイエルン王ルートヴィヒ1世により主権が与えられて以降、町の紋章はバイエルンの国の色と黒い蹄鉄が採用された。

### 姉妹都市
- アニシュ（フランス語版、英語版）（フランス、ノール県）1969年[9]

## 経済と社会資本

### 企業
ボービンゲンでは19世紀に人造絹糸工場が造られ、後にポリエステル繊維工場（PET-原料）となった。戦後ヘキストAGの一部が設けられた。ヘキストAGの分割により、1998年にその工場は「ヴェルク・ボービンゲン工業パーク (IWB)」となった。ポリエステル繊維製造分野の化学工業は2023年現在3社 (Trevira, Johns Manville, Nextrusion) に分かれている。インフラや各種サービスは、様々なサービス業者により提供されている。総じて、約 80 ha の敷地に16社が存在し、約1,450人分の職場を提供している。

### 教育
- 州立実科学校。
- ドクトル＝ヤウフマン中等学校。
- ラウレンティウス基礎課程学校。
- ルートガー＝ヘルカー国民学校シュトラスベルク。
- ボービンゲン・アン・デア・ジンゴルト基礎課程学校。ボービンゲン＝ジートルングに分校を持つ。
- ボービンゲン市民大学。
- 病人看護のための職業専門学校。

### 病院
ボービンゲンで最初の公共の病院は1858年に開業した。1953年に新しい建物を建設し、1957/58年に拡張した。1960年代に病床数が足らなくなったため、現在の所在地であるヴェルタハ川の近くに新しい病院を開業した。1997年と2000年に改築・リノベーションを行った。2006年にボービンゲンとシュヴァープミュンヘンとの自治体共同企業ヴェルタハクリニークが設立され、それまで独立していた病院がこれ以後1つの傘下に統合された。
ヴェルタハクリニーク・ボービンゲンは130床で、主な診療科は以下の通りである。
- 麻酔科
- 外傷および再建外科（ドイツ語版、英語版）
- 内科

さらに以下の専門分野もある。
- 産婦人科
- 耳鼻咽喉科
- 形成外科

### セキュリティに関する役所と団体

#### 警察署
ボービンゲン警察署はボービンゲンのホーホ通り22番地にある。管轄地域はボービンゲン市、ケーニヒスブルン市、オーバーオットマールスハウゼン、ヴェーリンゲンである。

#### 救急サービス
バイエルン赤十字の救急監視所は2022年5月以降ボービンゲンのヴェルタハクリニークに隣接している。それ以前は50年間ボービンゲンのクルムバッハー通りにあり、時には旧消防署の真向かいにあったこともある。
ボービンゲン救急監視所には救急車が1台、非緊急用病人搬送車が2台配備されている。救急車は24時間稼働できる。非緊急用病人搬送車は1台は1日8時間、もう1台は2023年4月から平日は1日8時間および日曜日の午後に稼働している。救急サービスには、明確に定義された責任範囲はない。アウクスブルク統合指令所は常に最寄りの救急手段を使うようコントロールしている。ここでは行政の境界（たとえば郡など）は関係がない。活動地域はアウクスブルク郡南部とアウクスブルク市である。
水難監視隊は、迅速な水難救助と洪水時救助のための装備を備えたボランティアの活動グループを形成している。この団体は他にもアウクスブルク郡の災害救助隊とも連携している。バイエルン州で最初の水難監視救助グループとして、近代的なレスキュー＝ウォーター＝クラフト (RWC) を有している。これは、いわゆる水上バイクに似た救難艇であるが、プロ仕様の改造がなされている。ボービンゲン支部はこの他に、特別な訓練を受け、航空水難救助の装備を持つ、数少ないエアー・レスキュー・スペシャリスト（ヘリコプター水難救助員）の1人が配置されている。

#### 消防
ボービンゲン消防団 (FFB) の消防署は、ミヒャエル＝シェファー通りとヘヒスター通りとの角にある。ここには消防隊と救急隊が駐在している。明確に定義された責任範囲はなく、救急サービスと同様にアウクスブルク統合指令所を通じて警戒している。出動地域はおおむねボービンゲン＝ジートルングを含むボービンゲン中核地区で、さらにボービンゲンの全市区、ケーニヒスブルン、オーバーオットマールスハウゼン、ヴェーリンゲン、グロースアイティンゲンのサポートも行う。FFBは1871年に結成された。FFBは平均で1年に約130回出動する。
シュトラスベルク、ラインハルツハウゼン、ヴァルトベルク/クロイツアンガーには独立した消防団があり、それぞれ消防車両を有している。

### 交通
- AVV-バス路線 700番 アウクスブルク - シュヴァープミュンヘン。
- AVV-バス路線 720番 ボービンゲン - ミックハウゼン。
- AVV-バス路線 721番 ゲッギンゲン - シュヴァープミュンヘン。
- AVV-バス路線 722番 ボービンゲン - ミュンスター。
- AVV-夜行バス路線 797番 ゲッギンゲン - ウンターマイティンゲン PM（2008年8月7日から）。
- アウトバーン 8号線 ボービンゲンの北約 16 km を通っている。
- アウトバーン 96号線 ボービンゲンの南約 25 km を通っている。
- 連邦道 17号線 ボービンゲン東部。ボービンゲンから北側は連邦道 300号線と共通区間となる。
- ボービンゲンは巡礼路「ヤコプの道」のルート上に位置している。アウクスブルクからリンダウへ向かう東ルートがボービンゲンを通っているのである。この道はアウクスブルクから来て、ヴェルタハ川（ドイツ語版、英語版）沿いに病院までたどり、その後ボービンゲン＝ジートルング、シュトラスベルク、ラインハルツハウゼンを経由する。

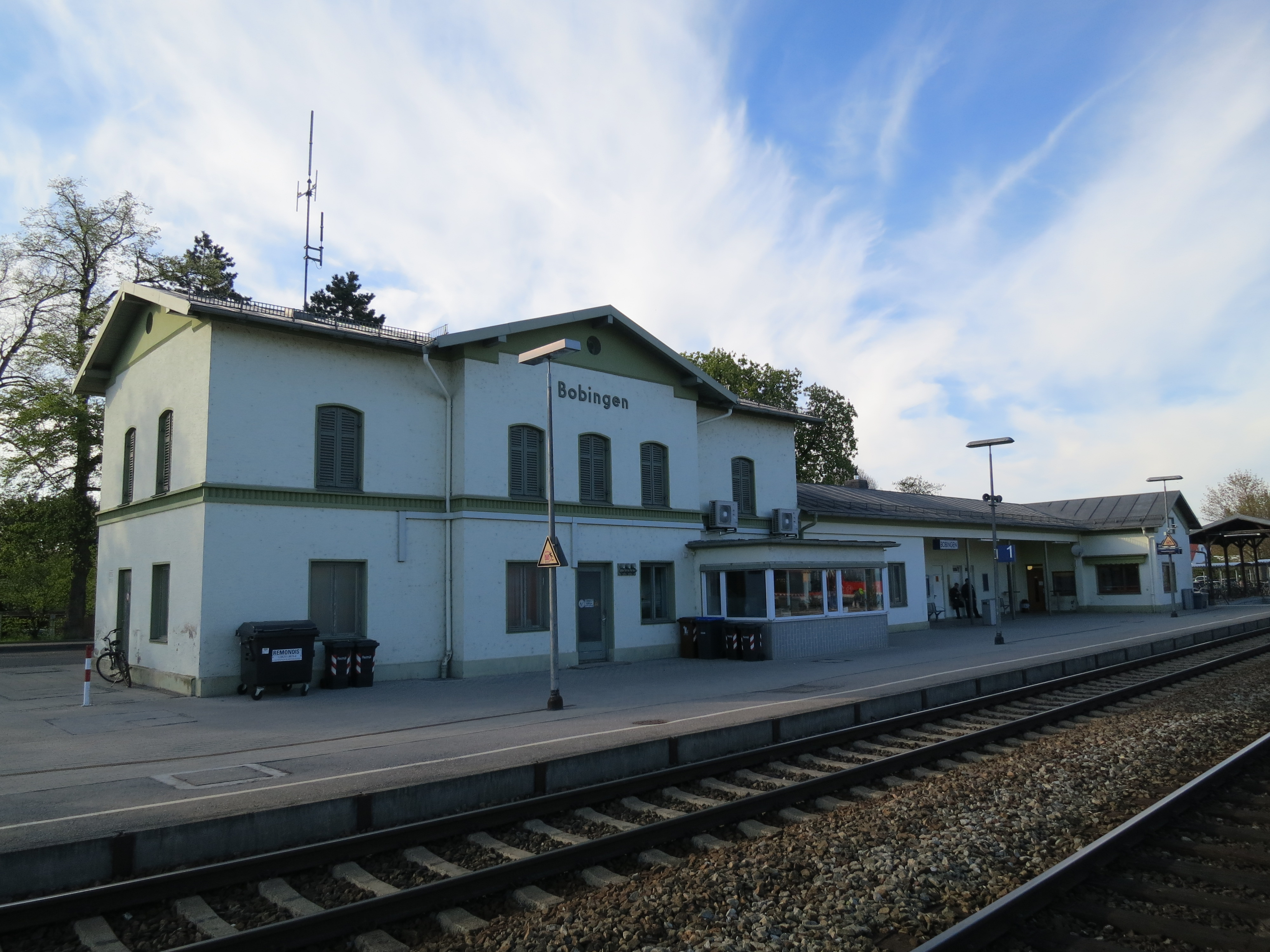
ボービンゲン駅

#### 鉄道交通
アウクスブルクからブーフローエへ向かう本線がボービンゲンを通っている。市の中心部の東寄りにこの路線のボービンゲン駅がある。この駅はボービンゲン - カウフェリング線の起点でもある。この駅には5つのプラットホームがあるが、バリアフリー施設ではない。アウクスブルク - ブーフローエ線はドイツ鉄道が時刻表番号 971 と 987 で運行しており、少なくとも30分間隔で利用できる。アウクスブルクとボービンゲンとの間は計算上約15分間隔である。この駅はアウクスブルク交通連盟 (AVV) のサービス提供地域に含まれている。この駅を発着する列車は AVV-レギオナルバーンの R7 アウクスブルク - シュヴァープミュンヘンと R8 アウクスブルク - クロスターレヒフェルトである。
ボービンゲン駅は1847年に王立バイエルン邦有鉄道によって、ルートヴィヒ南北線の単線区間であったアウクスブルク - ブーフローエ - カウフボイレン区間の駅として営業を開始した。1877年にカウフェリング行きの路線が開通し、この駅は分岐駅となった。1902年にルートヴィヒ南北線が複線化され、この駅のプラットホームが増設された。路線を横断するための地下道、プラットホームの木造屋根、2つの機械式信号所が設けられた。1915年にボービンゲン人工絹糸・火薬工場への引き込み線が建設され、貨物輸送が急激に増加した。この路線は1938年からファザン爆薬工場への鉄道にも利用されたが、第二次世界大戦後はヘキストの工場（現在のトレヴィラ）がこれを利用した。1960年代から1970年代に貨物輸送が減少し、1990年代に地元の貨物輸送が停止され、いくつかの路線が撤去された。しかし現在も利用されている貨物路線もある。この駅は、1985年にアウクスブルガー交通連盟に加盟し、1993年にアルゴイ＝シュヴァーベン運賃に統合されたことで、旅客輸送が増加し、利用客数は着実に増加している。
1847年建造の駅舎は現在も遺っている。この建物は切妻屋根の2階建ての建物で線路側と道路側にそれぞれ Widerkehr がある。元々はレンガがむき出しの建物であったが、現在は漆喰が塗られている。レヒフェルト鉄道が開通した後1880年までに、開放的な待合室を有する1階部分が増築された。

## 文化と見所

### 宗教建築
- 巡礼教会「我らが聖母」教会
- 市教会 聖フェリツィタス教会
- 聖ヴォルフガングおよびヴェンデリン教会
- 福音主義 三位一体教会
- ボービンゲン＝ジートルングの聖家族教会
- シュトラスベルクの聖十字架教会

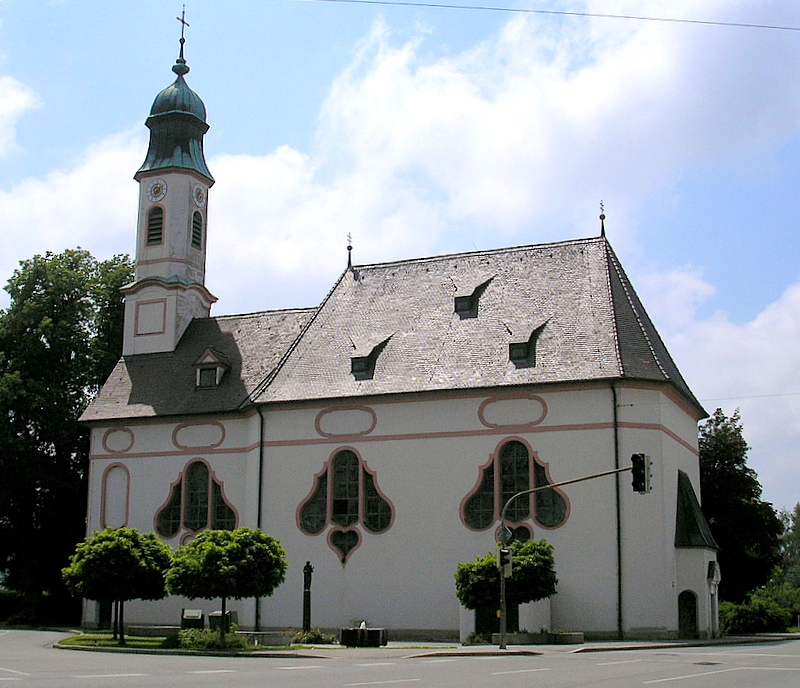
巡礼教会「我らが聖母」教会

- ラインハルツハウゼンの聖ラウレンティウス教会
- ヴァルトベルクの聖ラーデグンディス教会
- イスラム教のモスク

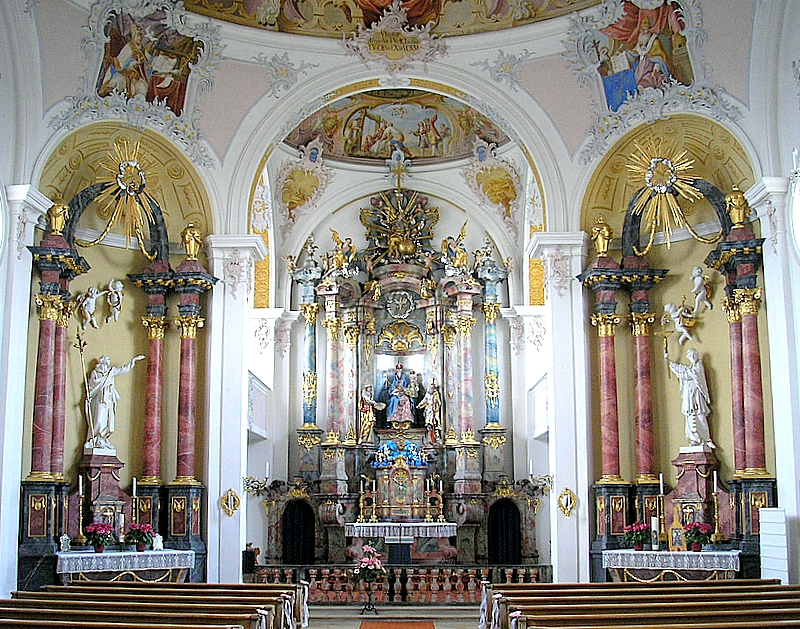
我らが聖母教会内陣
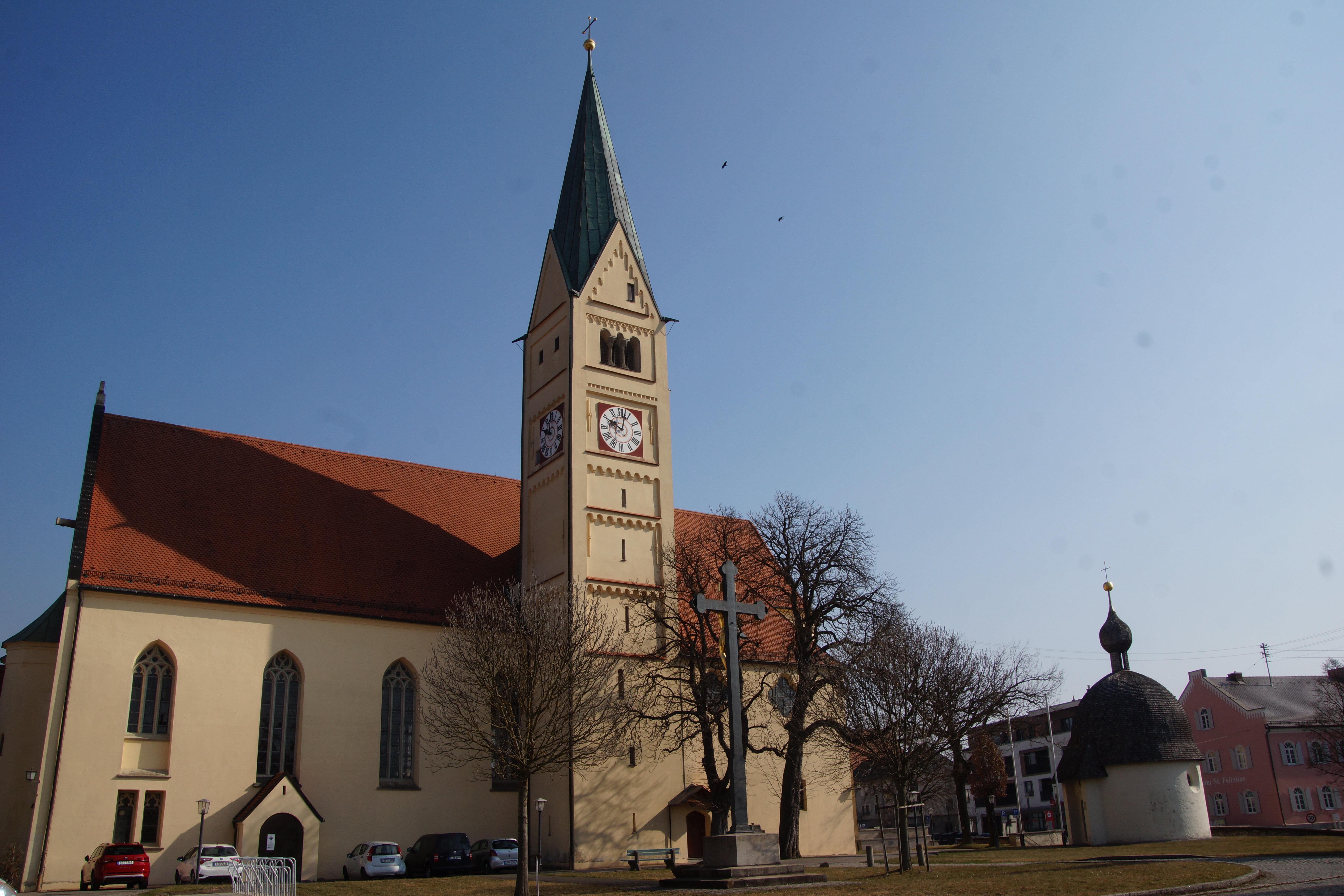
聖フェリツィタス教会
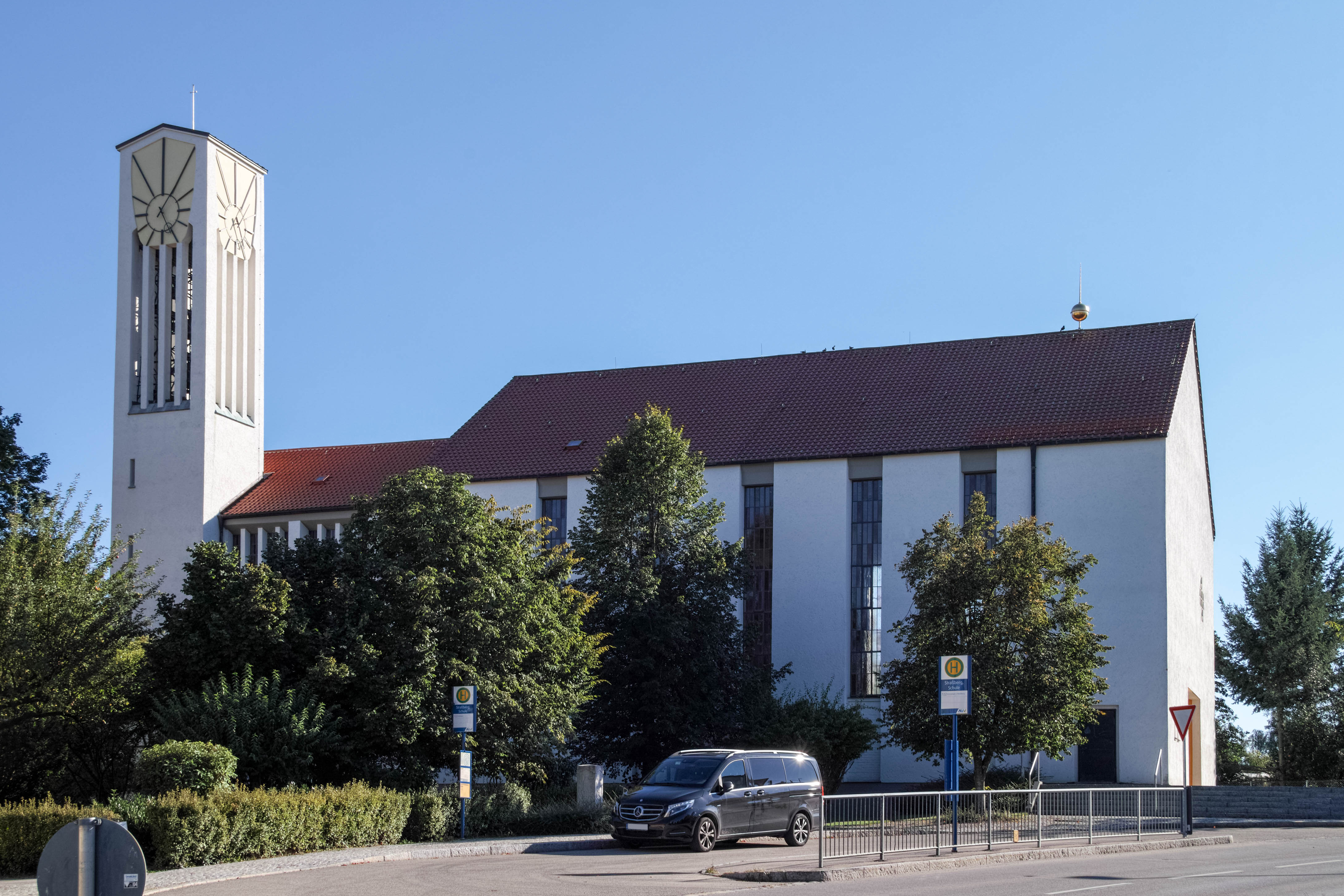
聖十字架教会
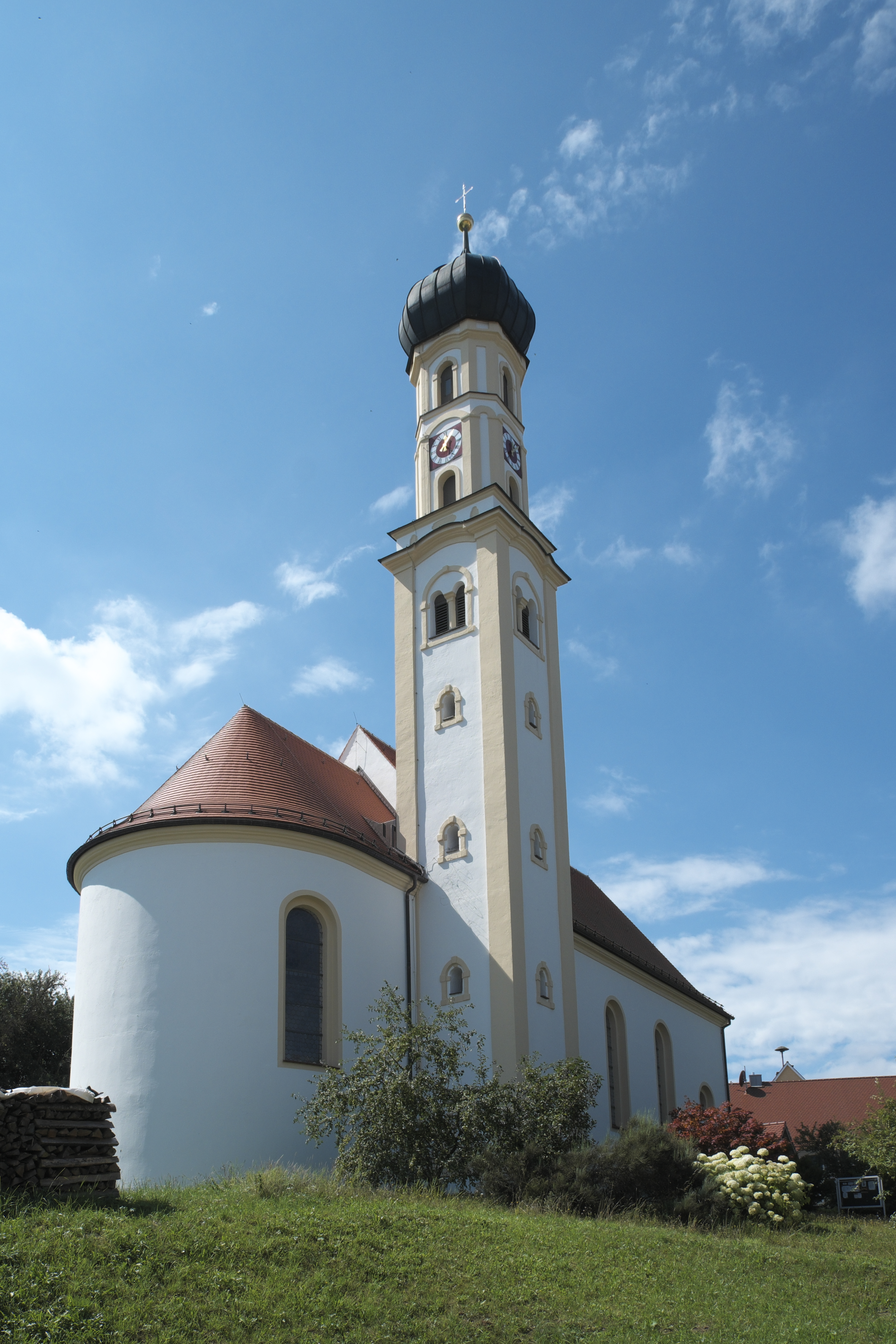
聖ラウレンティウス教会
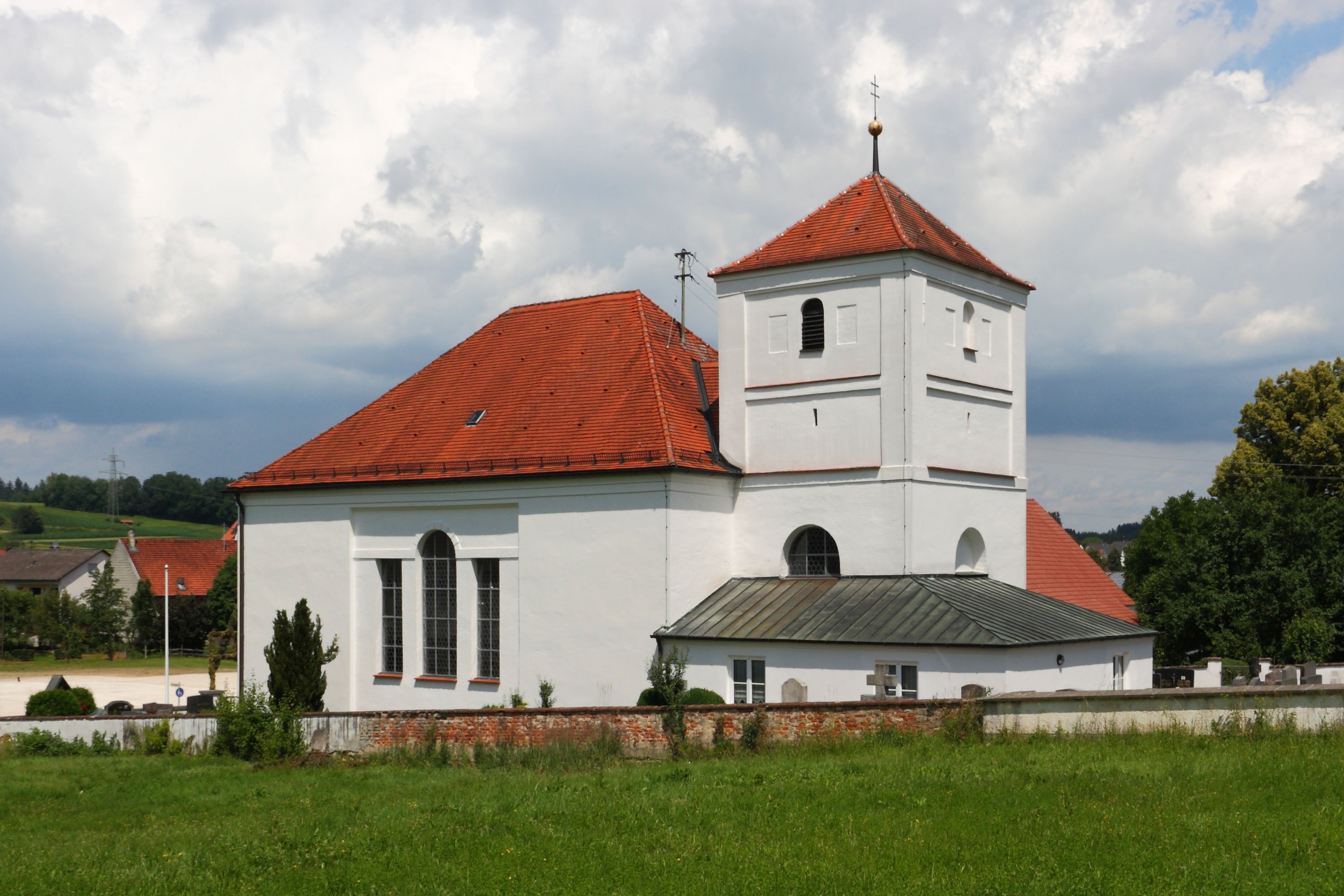
聖ラーデグンディス教会

### その他の見所
- 中世後期のジューネクロイツ（石の十字架）

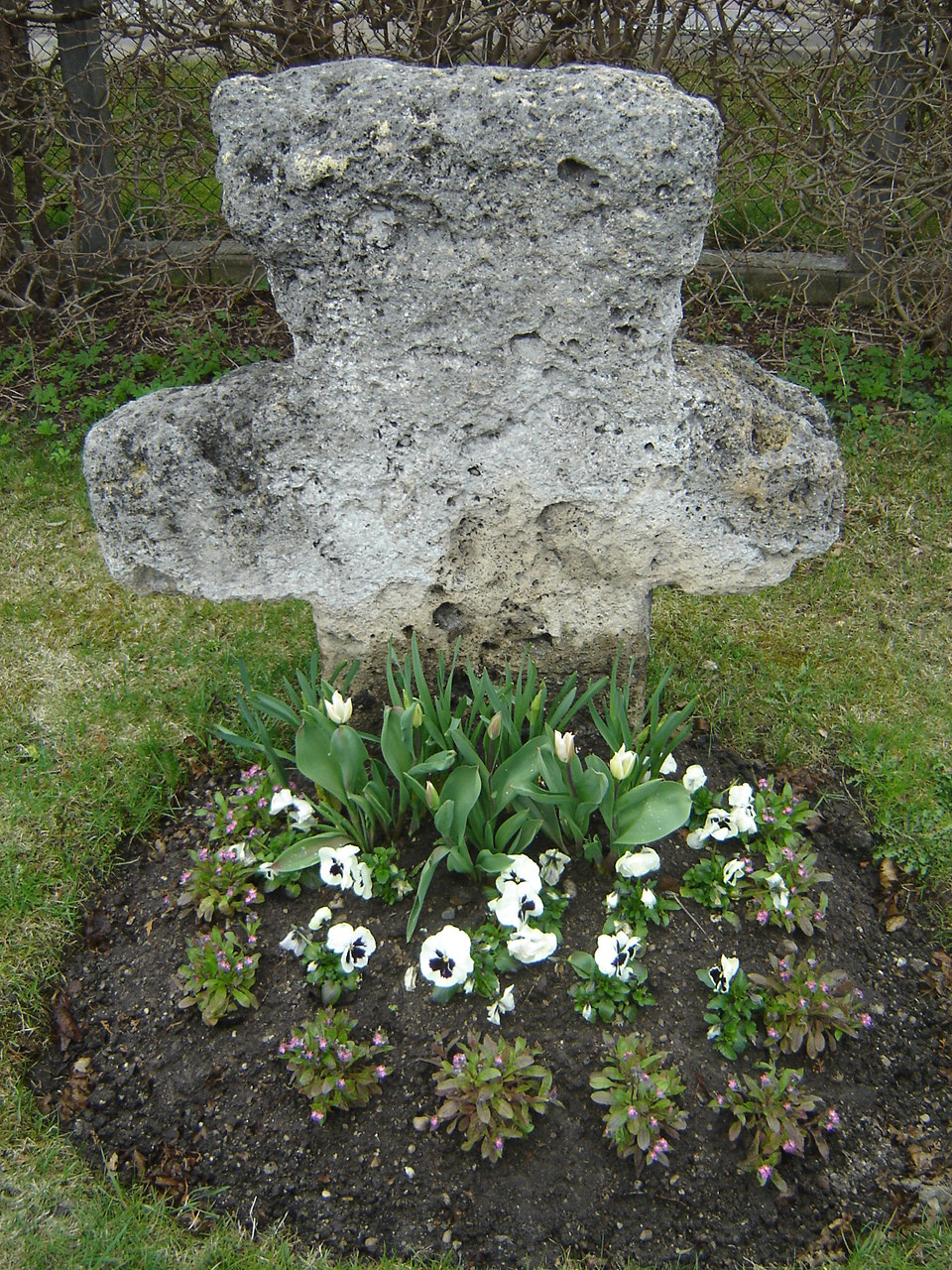
中世後期のジューネクロイツ

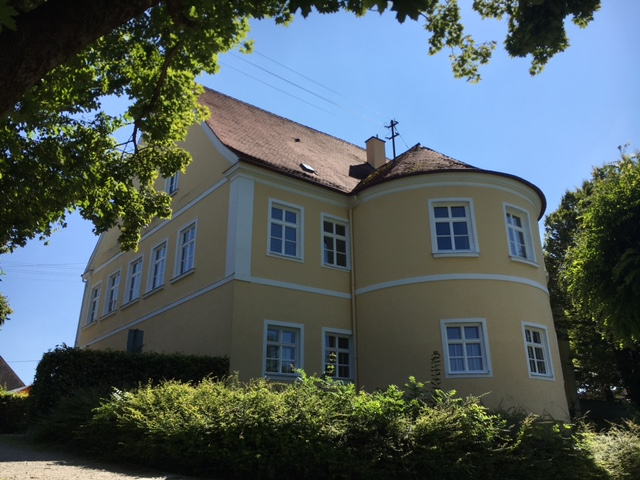
ボービンゲンのウンテーレス・シュレッシェン

- ボービンゲンのウンテーレス・シュレッシェン（直訳: 下の小城）
- ミットレーレ・ミューレ（直訳: 中間の水車）
- ボービンゲンのミットレーレス・シュレッシェン（直訳: 中間の小城）
- ハイリヒ＝クロイツ＝シュレッシェン（直訳: 聖十字架の小城）
- オーベーレ・ミューレ（直訳: 上の水車）
- ブルワリーと付属の食堂兼旅館
- コジモジニシェス・シュレッシェン（コジモ風の小城）
- オーベーレス・シュレッシェン（直訳: 上の小城）
- 旧ローマ街道のマイルストーン
- ジンゴルトハレ（市立ホール）
- ボービンゲンの若者像
- ヴェストリヘ・ヴェルダー自然公園

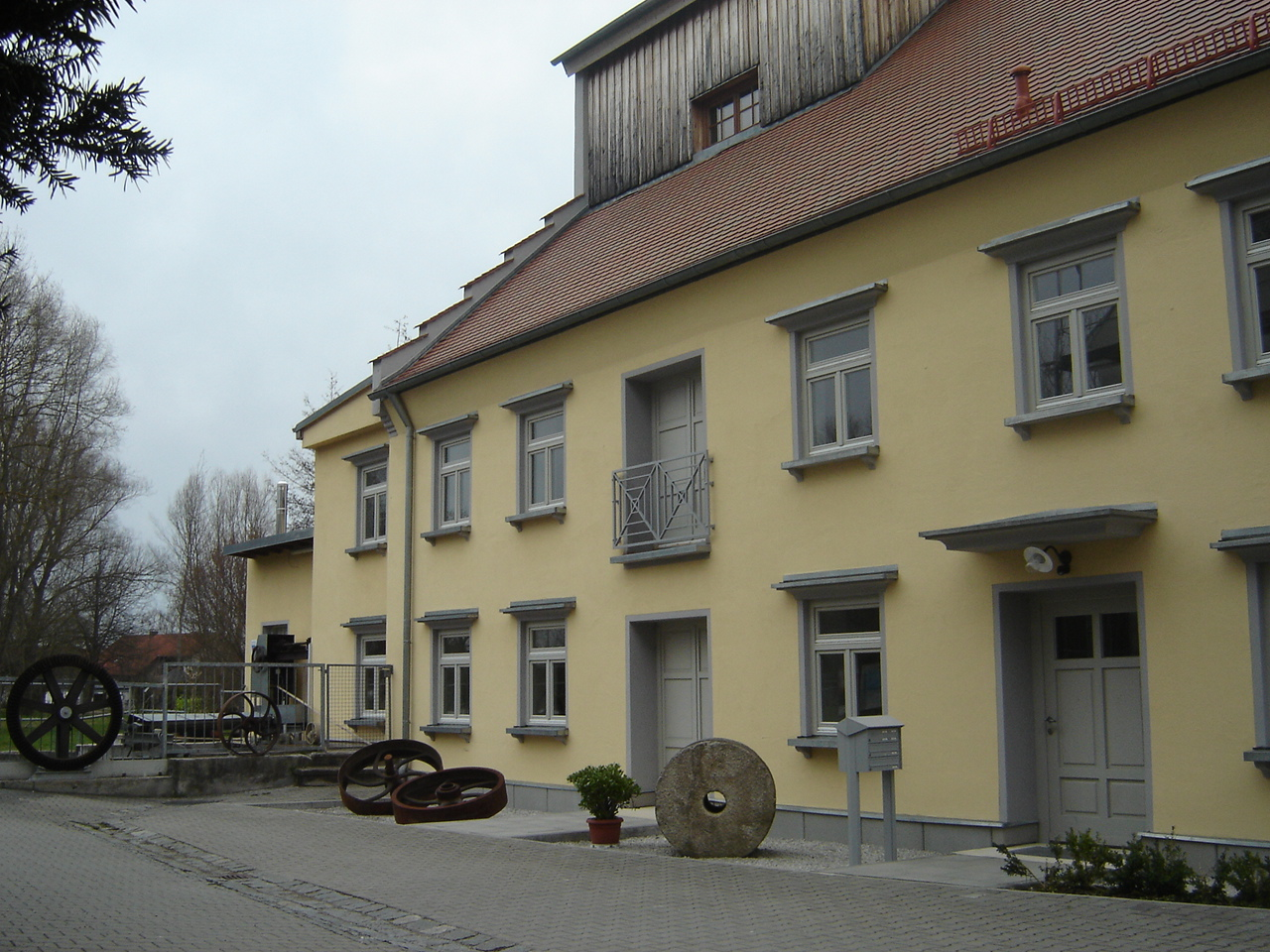
ミットレーレ・ミューレ
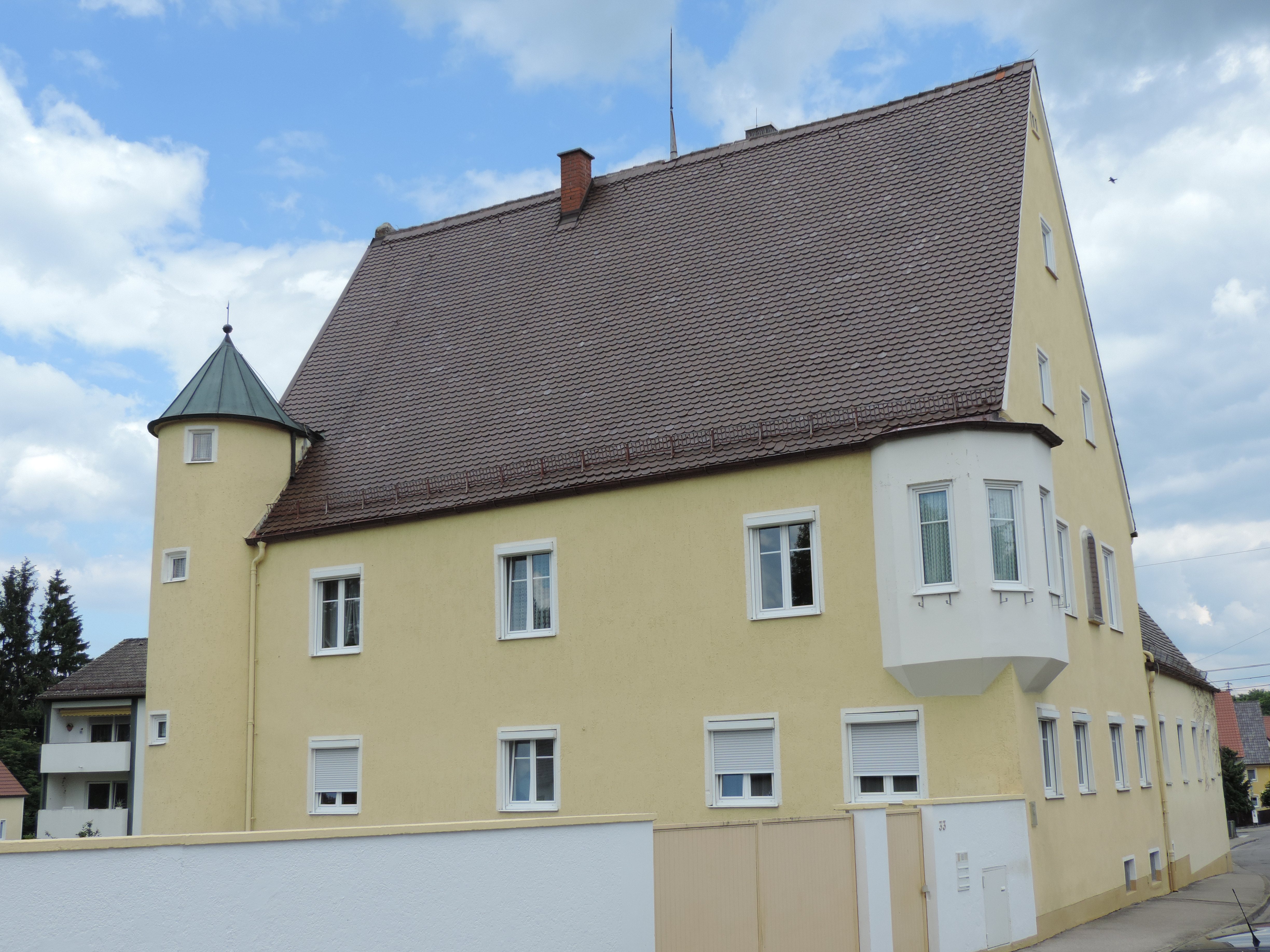
ミットレーレス・シュレッシェン
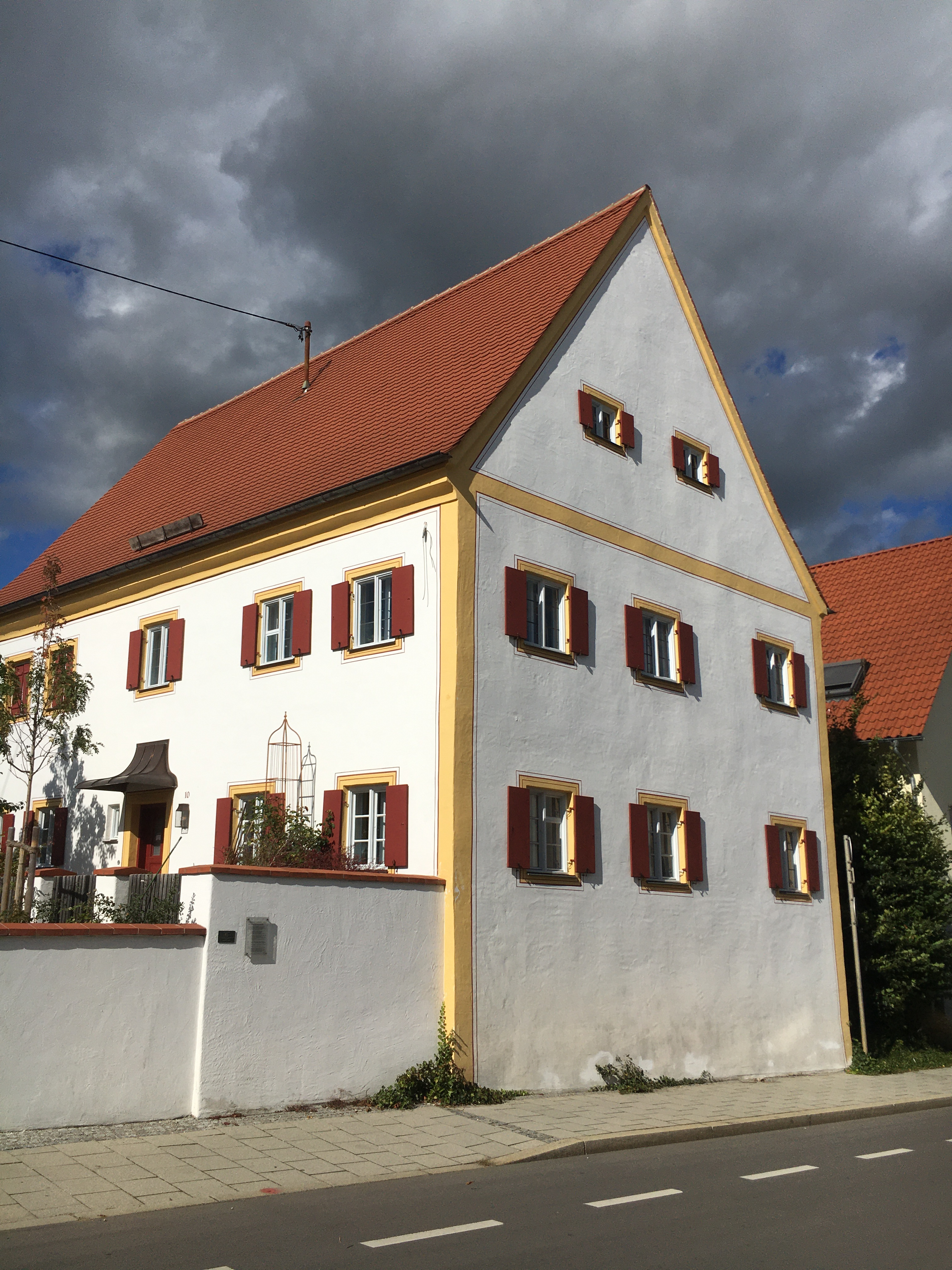
コジモニッシェス・シュレッシェン
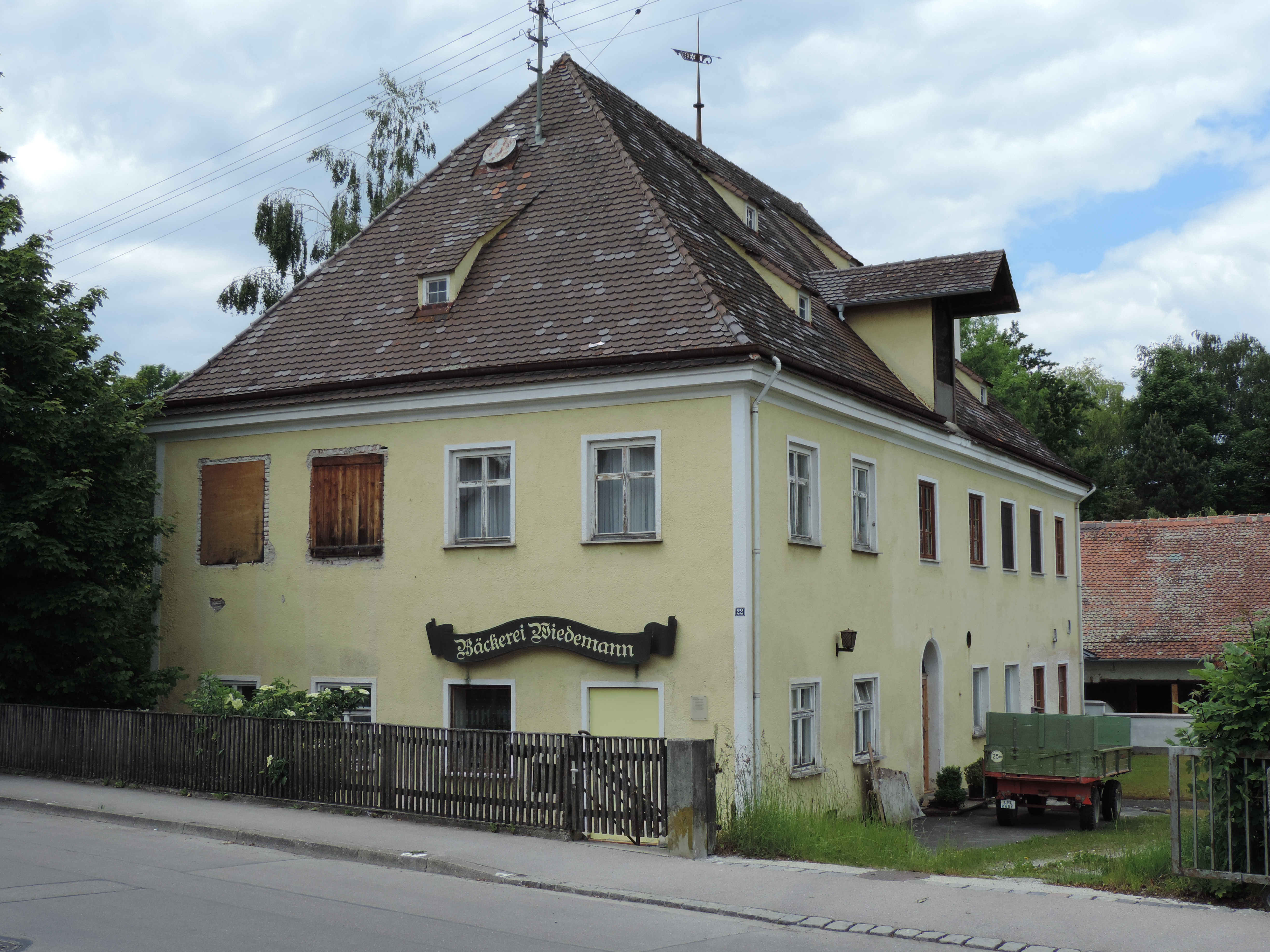
オーベーレス・シュレッシェン
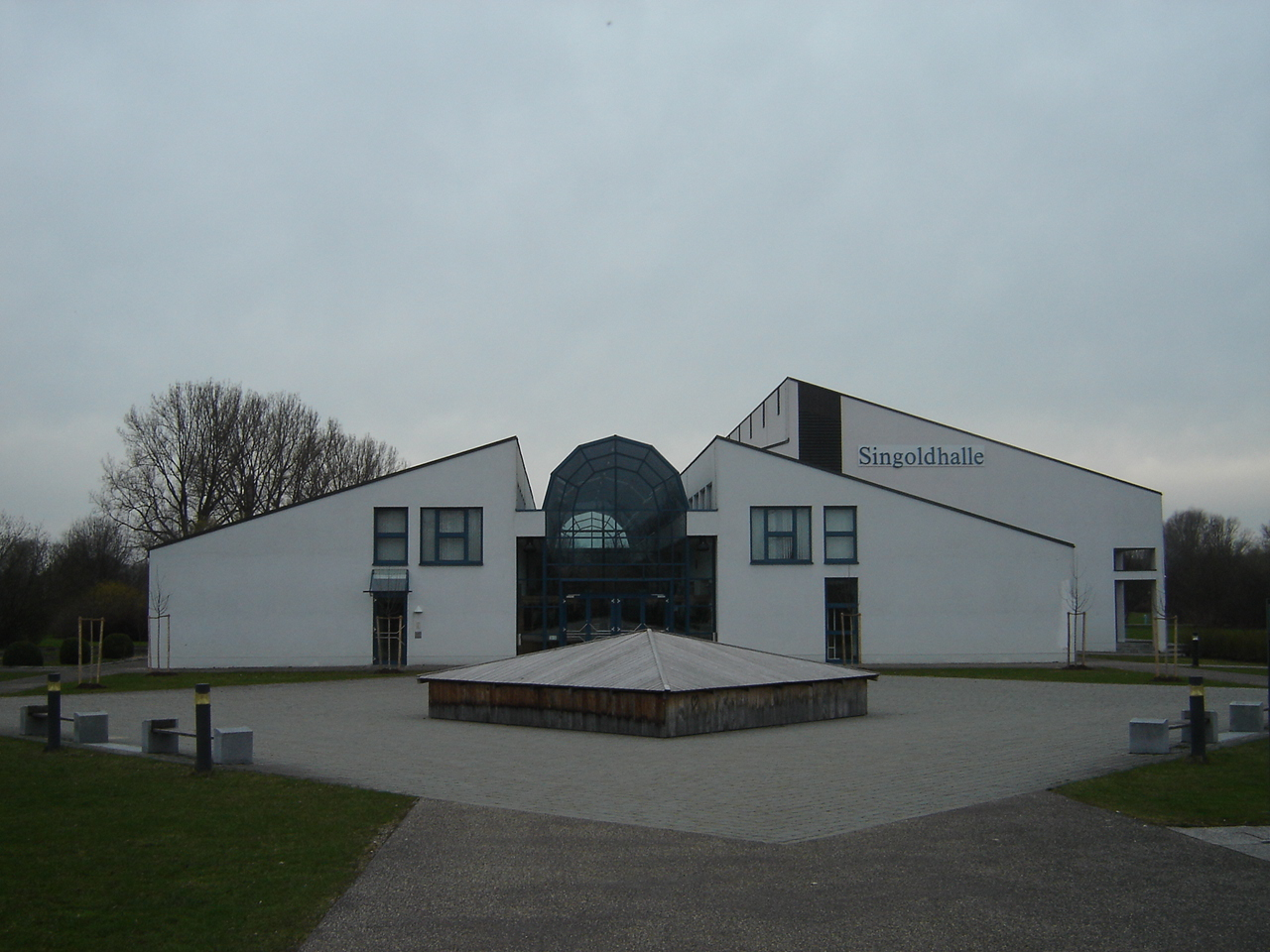
ジンゴルトハレ

### クラブ・団体

#### 体操およびスポーツクラブ
- TSV ボービンゲン 1910 e.V. は、1910年にヨーゼフ・ハゲンミュラーによって創設された、14部門を有するボービンゲンで最大にして最も古い体操・スポーツクラブである。
- テュルク SV ボービンゲン 1990 e.V. は、1990年に設立され、3つの部門を持つ。
- ジートラー SV ボービンゲン 1959 e.V. は、1959年に設立され、7つの部門を持つ。
- SV ラインハルツハウゼン 1964 e.V. は、1964年に設立され、2つの部門がある。

#### モータースポーツ
- ADAC の ASC ボービンゲン e.V. は1952年に設立され、モータースポーツイベント「ベルクレネン・ミックハウゼン」の主催者として全国的な名声を得ている。

### スポーツ施設
- 陸上競技用スタジアムは、1990年に完成し、2017年から継続的に改修がなされている。
- 体育館 6館。3フロアの体育館が1館、2フロアの体育館が2館、1フロアの体育館が4館ある。
- スケートパーク 2箇所。
- バスケットボールコート。
- サッカーコート 3箇所。
- ボルツコート 2箇所。
- テニスコート。
- ブルクヴァルデン地区のゴルフ場。ゴルフクラブ・アウクスブルク 1959 e.V. が運営している。
- 室内プール。25 m プールがある。
- 屋外プール。50 m の競泳用プールと、1/3/5 m の飛び込み台がある。

## 人物

### 出身者
- ロイ・ブラック（ドイツ語版、英語版）（1943年 - 1991年）歌手、俳優
- マルコ・ホルツァー（1988年 - ）レーシングドライバー

## 関連図書
- Walter Pötzl, Wolfgang Wüst, ed (1994). Bobingen und seine Geschichte. Bobingen: Stadt Bobingen. ISBN 3-930749-00-9